# Monthurel
Monthurel ist eine französische Gemeinde mit 137 Einwohnern (Stand: 1. Januar 2022) im Département Aisne in der Region Hauts-de-France (frühere Region: Picardie). Sie gehört zum Arrondissement Château-Thierry und zum Kanton Essômes-sur-Marne.

## Geographie

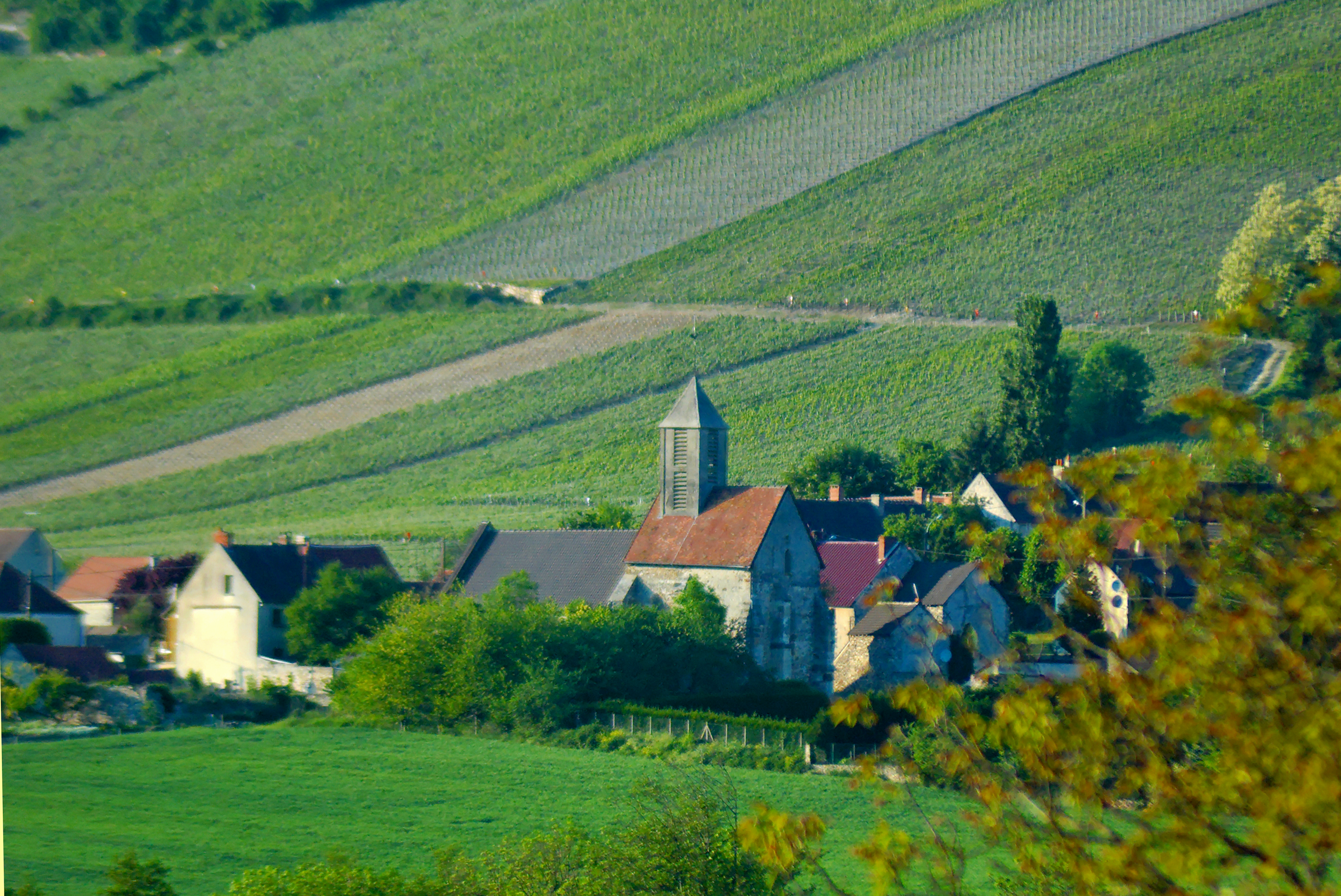
Blick auf die Weinreben um Monthurel

Die Gemeinde Monthurel mit den Ortsteilen Couberchy und Les Bourguignons liegt östlich des Flüsschens Surmelin zwischen Connigis und Celles-lès-Condé rund 14 Kilometer ostsüdöstlich von Château-Thierry in der Nähe von Condé-en-Brie; auf der gegenüberliegenden Talseite liegt Saint-Eugène. Das Gemeindegebiet erstreckt sich im Osten bis auf die Höhe und hat Anteil am Wald Bois de Condé. Dort grenzt Monthurel auch an die Gemeinden Reuilly-Sauvigny und Vallées en Champagne.

## Bevölkerungsentwicklung
| Jahr                       | 1962 | 1968 | 1975 | 1982 | 1990 | 1999 | 2011 | 2022 |
| Einwohner                  | 80   | 96   | 94   | 122  | 117  | 121  | 147  | 137  |
| Quellen: Cassini und INSEE |      |      |      |      |      |      |      |      |

## Sehenswürdigkeiten
- Kirche Saint-Éloi aus dem 13. Jahrhundert

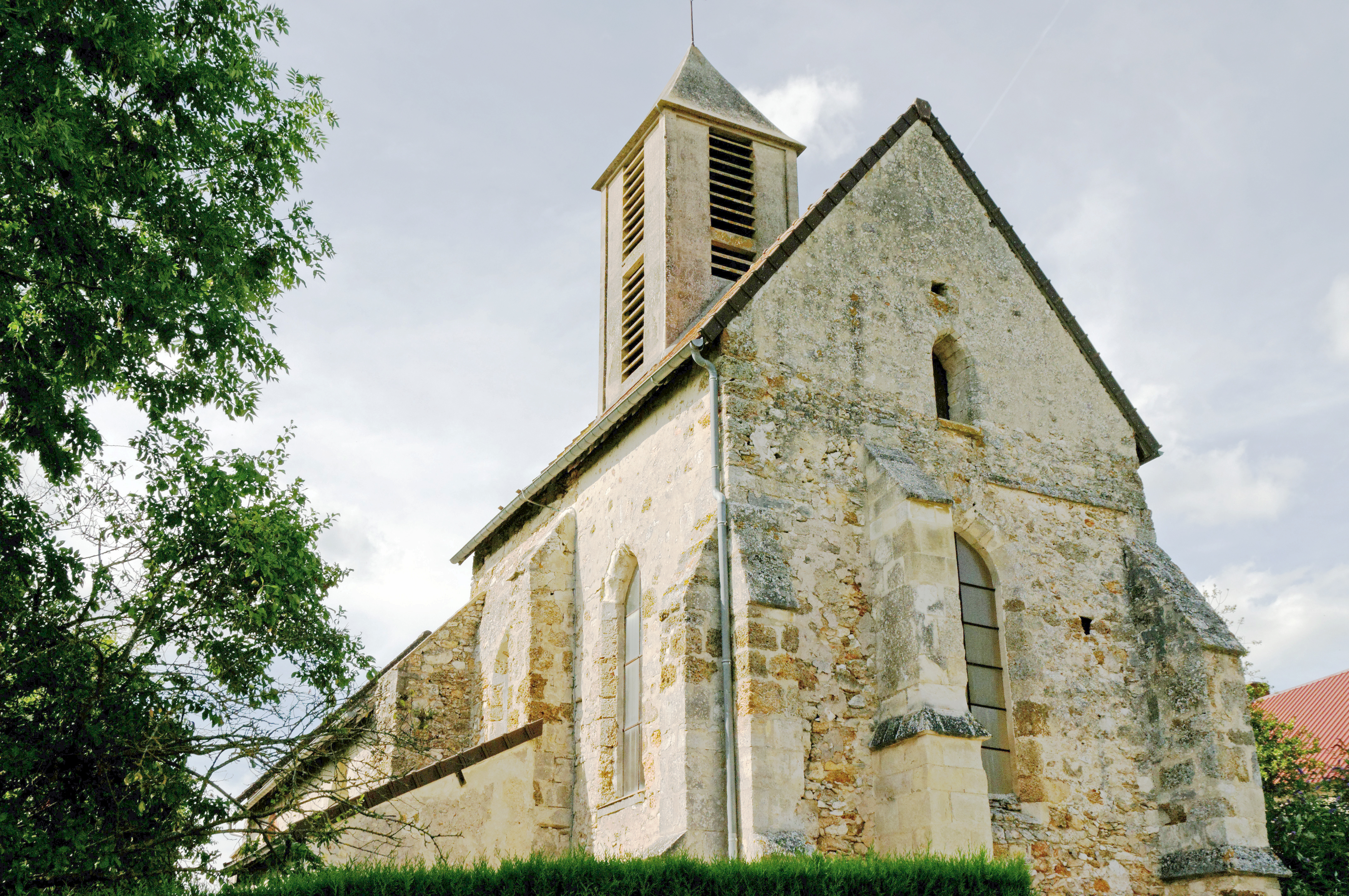
Kirche Saint-Éloi

- Drei Waschhäuser